# San Marino Telecom
San Marino Telecom SpA, nota anche come SMT, è stata la seconda più grande azienda di telecomunicazioni che operava nella Repubblica di San Marino con delibera del 29 maggio 2006. SMT ha iniziato la propria fase di startup nel gennaio del 2006 ed è stata resa operativa a maggio del 2007, costruendo la seconda rete mobile e la prima rete Wireless per i servizi di telefonia fissa e Internet presenti a San Marino. Ha due sedi, quella operativa e direzionale presso il Data Center sito in Strada del Lavoro 37 a Gualdicciolo (frazione di Acquaviva) e il proprio punto vendita, Prima Point, in piazza Tini, 21, a Dogana. SMT è stata fondata dopo la liberalizzazione del mercato delle telecomunicazioni voluto con un ampio consenso dal Consiglio Grande e Generale della Repubblica di San Marino nel 2004 che ha varato il nuovo Piano Strategico per le Telecomunicazioni del Paese. Il presidente e azionista di maggioranza di SMT è Simon Murray, imprenditore molto esperto del settore delle telecomunicazioni, già CEO del gruppo Hutchison Whampoa e fondatore dell'operatore telefonico Orange, già membro del CdA di Vodafone ed ex presidente di Deutsche Bank Asia, mentre l'imprenditore sammarinese Andrea Della Balda ne è l'AD nonché azionista di minoranza, con esperienza di oltre 20 anni nel settore delle telecomunicazioni che dell'ICT.
San Marino Telecom commercializza i propri servizi di telefonia fissa, telefonia mobile, Internet, telefonia IP con il marchio Prima. Termina le sue attività nel 2016.